# Filisc de Milet
Filisc de Milet (en llatí Philiscus, en grec antic Φιλίσκος) fou un orador i retòric grec nadiu de Milet, deixeble d'Isòcrates d'Atenes. Suides diu que anteriorment havia estat flautista.
Va escriure una vida de l'orador Licurg i un epitafi de Lísies que es conserva a l'Antologia grega. Probablement va ser l'autor de δημηγορίαι ("Demegoriai" Discursos davant del poble) que Suides atribueix potser per error a Fílist de Siracusa.
També segons Suides,va tenir com a deixebles a Timeu de Tauromènion i a Neantes de Cízic.